# Eipix Entertainment
Eipix Entertainment — сербський розробник відеоігор, зі штаб-квартирою у Новому Саді. Компанія була заснована у 2005 році та займається розробкою казуальних ігор для ПК, Mac, iOS і Android, а також ігор з віртуальною реальністю. Станом на грудень 2019 року Eipix є частиною Playrix.

## Історія
Eipix Entertainment увійшла в бізнес розробки ігор як інді компанія. Ранні проєкт включали науково-фантастичні перегони та шутер Pyroblazer та головоломку на тему екології Ziro.
Після кількох незалежних проєктів Eipix почали працювати як аутсорсингова компанія, портуючи та створюючи ігри для інших розробників.
У 2011 році Eipix Entertainment повернулася до розробки власних ігор, змістивши фокус на казуальні ігри, в основному ігри з пошуком предметів (ПГПО), опубліковані з видавництвом Big Fish Games.
Починаючи з гри Final Cut: Death on the Silver Screen Collector's Edition у 2012 році, Eipix розробила понад 80 пригодницьких головоломок з пошуком об’єктів. З 2015 по 2019 компанія розроблювала продовження ігор для франшизи Mystery Case Files. Також розробляла серію Hidden Expedition з 6 по 18 частину, Dark Parables та, на додаток оригінальні серії ігор з пошуком предметів такі як Final Cut, Dead Reckoning та Vermillion Watch
Цій компанії також була доручена розробка продовження серії текстових відеогор Lifeline, починаючи з Lifeline: Whiteout, також випущеної Big Fish Games.
Паралельно зі роботою над відеоіграми в жанрі пошук предметів, Eipix також розробляє та публікує інші ігри. Free the Witch, перша безплатна гра, розроблена Eipix, була випущена у 2016 році з видавництвом Big Fish Games. Пізніше в тому ж році Eipix також стала компанією, яка випускає ігри самостійно для різних мобільних платформ. Першою незалежною відеогрою компанії була гра Hoppy Land , опублікована у крамниці застосунків iTunes 31 серпня 2016 року, за нею – Nom Nom 4 жовтня 2016 року та Spiny Core 16 грудня 2016 року.
Водночас Eipix почала розробляти VR-відеоігри. Althora, VR-головоломка, була випущена 11 травня 2017 року, є першою VR-відеогрою, яку розробила Eipix.
Path of Discovery: Europa, перша гра з голосовим керуванням від Eipix, призначена для пристроїв Amazon Alexa, була випущена 6 жовтня 2017 року.
У червні 2018 року Eipix оголосила про нову основну гру під назвою Walk the Fort, розроблену одним зі своїх підрозділів.
У грудні 2019 року Eipix був придбаний російським видавцем та розробником Playrix.

## Відеоігри

### Hidden Expedition
Серія Hidden Expedition — це перша серія ігор з пошуком предметів, над якими Eipix отримав контроль. Їхні ігри в серії розповідають про жінку-дослідницю та шпигунку, яка працює на H.E.L.P. — товариство, що займається збереженням стародавніх скарбів, цивілізацій та артефактів.

### Dark Parables
Dark Parables — це франшиза казуальних ігор із пошуком предметів. Перші сім ігор були розроблені Blue Tea Games. Зараз Eipix Entertainment розроблює продовження, починаючи з восьмої частини. У чотирнадцятій грі Blue Tea Games повернула контроль над серією, але Eipix залишився у розробці, щоб допомогти їм у програмуванні.
Список ігор серії, над якими працювали Eipix Enterteiment
- Dark Parables: The Little Mermaid and the Purple Tide (2014) (Сумісна робота Blue Tea та Eipix)

- Dark Parables: Queen of Sands (2015)
- Dark Parables: Goldilocks and the Fallen Star (2015)
- Dark Parables: The Swan Princess and the Dire Tree (2016)
- Dark Parables: The Thief and the Tinderbox (2016)
- Dark Parables: Requiem for the Forgotten Shadow (2017)

## Imagine Incredible
У 2016 році Eipix став співзасновником Imagine Incredible, проєкту, присвяченого власному виробництву та фізичному та цифровому розповсюдженню коміксів.
Lightstep Chronicles, перша серія коміксів від Imagine Incredible, була успішно профінансована на Kickstarter у 2017 році. Відеогру на основі коміксів було схвалено для фінансування програмою МЕДІА Креативної Європи і зараз розробляється компанією Eipix Entertainment.